# Kjell Åke Modéer

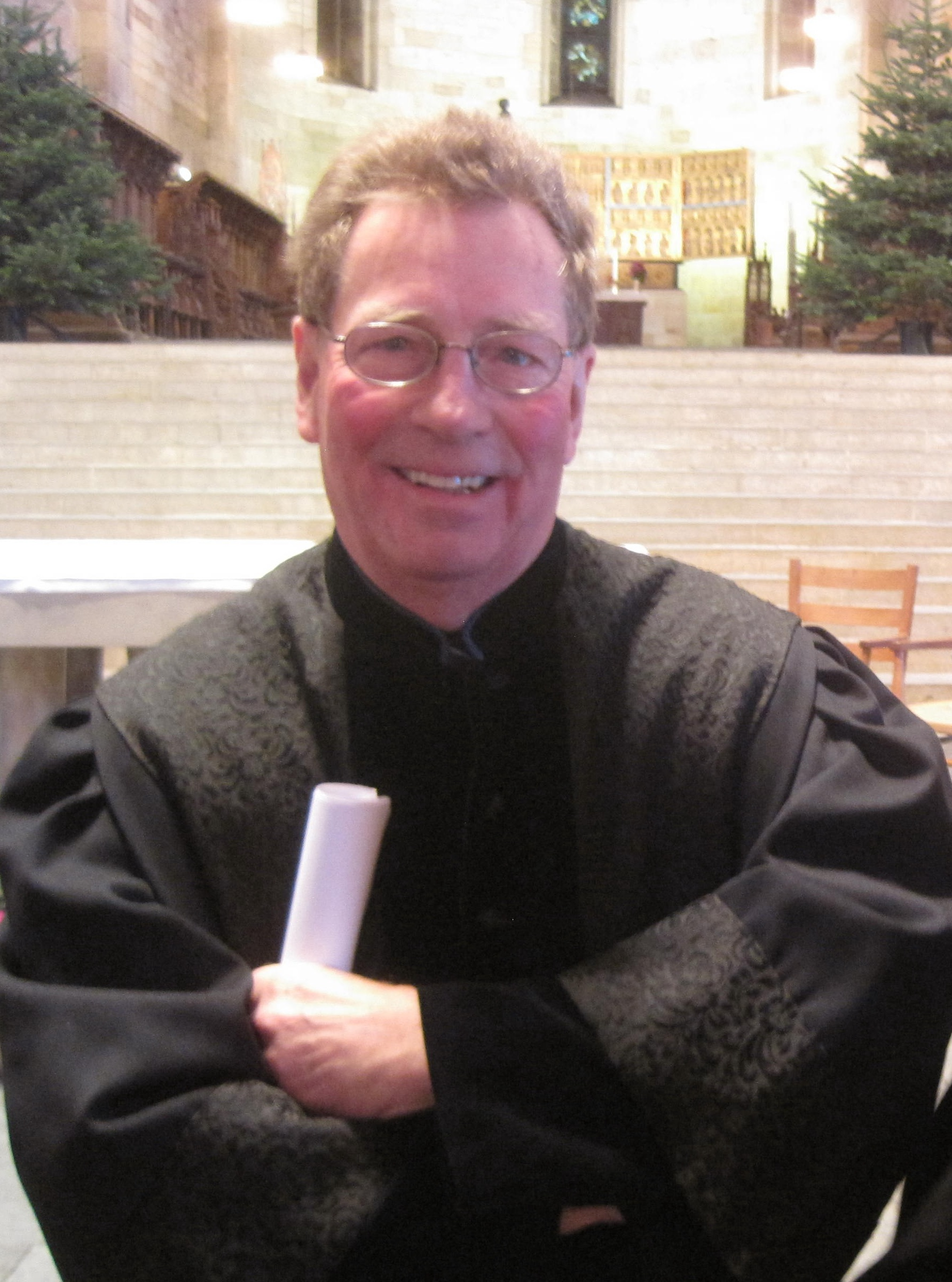
Kjell Åke Modéer 2012

Kjell Åke Modéer (* 1939 in Malmö) ist ein schwedischer Rechtswissenschaftler und Hochschullehrer.
Modéer studierte an der Universität Lund Rechtswissenschaften und wurde 1975 promoviert. In Lund hatte er an der Juristischen Fakultät die Stiftungsprofessur zum Gedächtnis des Rechtsgelehrten Samuel Freiherr von Pufendorf inne. Bereits seit den 1960er-Jahren pflegte Modéer enge Kontakte zur Universität Greifswald und forschte zu den „Gerichtsbarkeiten der schwedischen Krone im deutschen Reichsterritorium“.
Im Jahr 2000 verlieh ihm die Universität Greifswald und im Jahre 2004 die Universität Lund den Ehrendoktortitel. 2007 wurde Kjell Å. Modéer das Bundesverdienstkreuz 1. Klasse verliehen. Er ist Mitglied der Vereinigung für Verfassungsgeschichte. Seit 1999 ist er korrespondierendes Mitglied der Niedersächsischen Akademie der Wissenschaften zu Göttingen.
Am 25. Mai 2007 wurde Kjell Åke Modéer emeritiert.

## Schriften (Auswahl)
- Gerichtsbarkeiten der schwedischen Krone im deutschen Reichsterritorium. Bd. 1: Voraussetzungen und Aufbau. 1630–1657. Stockholm 1975.
- (Hrsg.) Europäische Rechtsgeschichte und europäische Integration. Stockholm 2002.